# 琉球独立運動
琉球独立運動（りゅうきゅうどくりつうんどう、英: Ryukyu independence movement）は、1879年の琉球処分以降に始まった、琉球王国の再興、または国家の独立を求める運動。沖縄独立運動（おきなわどくりつうんどう）とも言う。本項目では琉球諸島（沖縄県及び鹿児島県奄美諸島）の独立及び高度な自治を求める運動について記載する。
琉球王国は、1609年の琉球侵攻や、1872年から1879年にかけての琉球処分などによって、日本に併合された歴史がある。

## 沿革

### 明治時代
1879年、琉球処分で琉球王国は完全に消滅し、沖縄県が新たに設置された。これに不満を持つ旧支配層の一部に、旧宗主国の清国に亡命して清政府に「琉球王国の再興」を働きかける者まで現れた。このように清に脱出し、琉球王国の再興に奔走した人士を「脱清人」という。県内でも、琉球王国の再興を求める「頑固党」とそれに反対する「開化党」があり、1894年日清戦争が起こると、頑固党は清国戦勝祈願祭を行い、開化党は日本の戦勝祈願祭を行うなど、対立を続けていた。八重山の石垣島では日清戦争の開戦が伝えられると、日本の戦争祝賀の運動会が開かれ、終戦後には凱旋祝賀会が開かれている。
日清戦争で清が敗北したことで、琉球王国の再興は絶望的な状況となった。頑固党はこれを機に急速に衰えて開化党による急速な内地化が図られていった。また、日本の主権は認めるものの、尚家による統治を求める公同会運動も起きたが、これも明治政府に却下され、終息に向かった。
これ以降、組織的な独立運動は絶えることになった。

### アメリカ統治下（1945年 - 1972年）
1945年、太平洋戦争終結後、日本を占領したアメリカは旧琉球王国領である沖縄県及び鹿児島県奄美群島を日本より分割、統治下に置いた。
ファシズムに勝利したという第二次世界大戦直後の国内の自由と民主主義への期待と高揚から、統治当初は、アメリカ主導での将来的な琉球国独立の構想が検討されてもいた。
占領国アメリカがこの認識を持って日本領を分割したことは、日本（琉球）側にも大きな影響を与えることとなり、自らを琉球民族と定義する人々のナショナリズムを刺激し、琉球独立運動の動機となった。
そうした時代背景から誕生した琉球独立運動は、日琉同祖論に倣い琉球民族が日本民族の傍系であるとは認めつつも、琉球民族は歴史的に独自の発展を遂げて独立した民族になったと主張し、明治時代より強引に同化政策を施されはしたが、日本の敗戦により再び琉球人になり、アメリカ信託統治を経て独立国家になるだろう、との展望を持った。本土では、戦後沖縄人連盟などが結成され、一部の連盟加盟者から独立への主張もなされていた。
一方、米軍統治下では、米影響下からの独立を企図して、非合法組織ではあるが、奄美共産党（合法組織として奄美大島社会民主党）、次いで沖縄共産党（合法組織として沖縄人民党）が結成された。奄美共産党の初期目標には「奄美人民共和国」の建国が掲げられていた。
しかし、住民の多くは日本への復帰を望んでいたため、その後これらの政党は独立から復帰へと活動目標を変更した。奄美共産党は、奄美群島での日本復帰運動の中心的役割を果たしている。沖縄・奄美の両共産党は、それぞれの地域の日本復帰後に日本共産党に合流した。
戦後初期の独立論は、米軍を「解放軍」と捉える風潮が広がったことと密接に絡んでいた。ところが1950年代以降になると、冷戦を背景にアメリカ国内で沖縄の戦略上の価値が認識され、アメリカの沖縄統治の性格は軍事拠点の維持優先へと偏重していった。米軍政下の厳しい言論統制や度重なる強圧的な軍用地接収、住民への米兵による加害行為の頻発により「米軍＝解放軍」の考えは幻想だったという認識が県民の間に広まり、一転して「平和憲法下の日本への復帰」への期待が高まる。こうした流れの中で、独立論は本土復帰運動の中に飲み込まれていった。一方で米軍の側が、一時日本復帰運動への牽制を目的として「琉球は独自の文化を持った独立国である」として独立論を煽ったこともあり（牧港補給地区補助施設、守礼の光も参照）、独立論が様々な思惑の間で利用されていたともいえる。
いったんは沈静化した独立論であったが、1972年の沖縄返還が近づくにつれ、「反復帰論」として再び盛り上がりを見せる。復帰交渉において日本政府が在沖米軍基地の現状について米軍の要求をほぼ丸飲みしたと主張する者たちが現れ、「本土並み復帰」の希望が果たされないとして、日本政府への不満を持った。
これら新左翼的な反復帰論とは別に、保守・反共的な立場の独立派勢力として、1970年7月、「琉球独立党（現かりゆしクラブ）」が発足した。

### 本土復帰以降（1972年 - ）
1977年、当時の平良幸市知事が年頭記者会見で「沖縄の文化に対する認識を新たにしよう」と、反復帰論を意識した提唱を行った。1979年、明治政府の琉球処分から100年目にあたることもあり、「琉球文化の独自性を見直そう」といった集会が沖縄県各地で活発に開かれた。しかし1970年代の独立論は政治運動化せず、文化復興運動として落ち着いた。
1995年、沖縄県で米軍基地に対する反対運動が起こったときなどに、琉球独立論が取り上げられた。
独立を明確に表明して活動していたのはかりゆしクラブのみであったが、2013年5月15日に龍谷大学教授松島泰勝らの主導により、琉球民族独立総合研究学会が設立された。
2016年5月には、琉球大名誉教授比屋根照夫や沖縄大客員教授又吉盛清、龍谷大学教授松島泰勝らが中国の北京大学で沖縄の自己決定権や米軍基地問題、琉球独立などを巡って意見を交わした。

## 将来への展望
2006年当時、全国的に導入が論議されていた道州制と結びつけ、沖縄県を単独の道州とすることで大幅な自治権を獲得する案が議論されたこともある。内閣総理大臣の諮問機関である地方制度調査会が2006年に発表した答申に示された道州制区割り案では、沖縄を単独の道州とすることも考えられるとしている。また、民主党は沖縄県の地方分権のモデルとして「一国二制度」論を掲げている。ただし、自治権の高度化についての言及はほぼなく、経済・入国管理・教育などに関する経済特区に類するものであるため、独立論に直接に結びつく訳ではない。

## 琉球独立運動に関する著名人の意見
- 翁長雄志は「サンフランシスコ講和条約で（本土から）切り離されたように、沖縄はもう1回切り離されるんじゃないか」などと述べ、逆に「切り離される」懸念を表明した[5]。また、基地問題から発生する独立論に関し、独立という選択肢が議論としてはあり得ても到底現実的とは思えないと著書に記述している[6][要ページ番号]。
- 佐藤優は琉球独立ではなく、日本国内での連邦制を主張し、外務省の外交官時代の経験から「一四〇万人ほどの規模の国家が、日本、アメリカ、中国という三つの帝国主義国家の間で、独立国として生き残っていくのは可能ですが、非常に大変だと感じる」と述べている[7]。
- 森清勇は2022年ロシアのウクライナ侵攻に関して、ウクライナとロシア、日本と中国の恐ろしい類似点があり、日本への警告であるとし琉球独立運動と中華民族琉球特別自治区準備委員会の危険性を述べた[8]。
- 香港独立派で香港民族党の陳浩天は「（沖縄の）独立を求める人々のお気持ちは理解できますが、中国を信用しないで下さい。」と述べた[9][信頼性要検証]（詳細は中国による浸透工作）。
- 沖縄県選出の国会議員として初の閣僚を務めた上原康助は「日本政府が納得する独立には一国二制度を選択するのが最も現実的だ」とする「沖縄独立の志」（仮題）と題する草稿を残した[10]。

## 国会で質問された「日本からの沖縄県の独立」について
1997年2月13日に開催された衆議院予算委員会の中で上原康助（社会民主党，沖縄3区選出）から、沖縄県が琉球王国として独立国であった歴史と現状の沖縄の基地問題を踏まえて、仮に沖縄県が日本国から独立した場合の法的措置についてを内閣法制局長官の大森政輔に質問している。
大森は政府の見解として「独立というのは一国の主権、領土から離脱するということでございまして、現行憲法はそれに関する規定を設けておりません。したがいまして、言葉をかえますと、そのようなことを想定していない。言葉をかえますと、現行憲法下では適法にそのような行為はできないのではなかろうかというふうに考える次第でございます。」と返答をしている。

## 沖縄県民の「独立」に関する意識
独立を支持する沖縄県民は比較的少ない。一方で、独立に至らない範囲での自治権の拡大については一定の支持がある。
- 1996年、琉球大学が実施した調査では「沖縄は完全に独立すべき」と答えた県民は3%にも満たなかった[12]。
- 2005年、2006年、2007年にかけて、琉球大学准教授の林泉忠はアイデンティティ国際調査と題し、沖縄県・台湾・香港・マカオの4地域を比較して、地域の人々の本土（日本や中国大陸）への帰属意識の調査を行った。「各地域が独立すべきか、すべきではないか」の調査も行い、4地域の意識の違いを発表している。

| 沖縄県             | 2005年 | 2006年 | 2007年 |
| ------------------ | ------ | ------ | ------ |
| 独立すべき         | 24.9%  | 23.9%  | 20.6%  |
| 独立すべきではない | 58.7%  | 65.4%  | 64.7%  |
| 住民で決定すべき   | 2.8%   | 1.7%   | 0.8%   |
| その他             | 2.5%   | 0.8%   | 1.3%   |
| 分からない／難しい | 11.1%  | 8.3%   | 12.7%  |

- 2006年沖縄県知事選挙に、「琉球独立党（現・かりゆしクラブ）」党首、屋良朝助が出馬したが、得票数6220票、得票率0.93%で落選している[12]。
- 2011年11月、琉球新報が行った県民意識調査で「今後の日本における沖縄の立場（状況）について」という質問に対し、以下の回答があった。

| 沖縄県                     | 2011年 |
| -------------------------- | ------ |
| 現行通り日本の一地域（県） | 61.8%  |
| 特別区（自治州など）       | 15.3%  |
| 独立                       | 4.7%   |

- 2012年5月16日から6月20日にかけて、県内各地域の人口比に合わせて対象者数を決め、沖縄県内在住の3086名に対してアンケートを行ったとして、幸福実現党より意見広告が公表され[16]、聖学院大学教授鈴木真実哉が意見を寄せている。アンケート設問には、回答無し、分からない、その他等の選択肢が無いことや、各設問毎の有効回答数の記述は見られない。
- 2013年12月、琉球民族独立総合研究学会の共同代表の一人である友知政樹（沖縄国際大学教授）が、教え子を含む県内の現役大学生を対象に配布したアンケートで、140人から回答を得たとして調査結果を発表した。友知政樹は、独立に賛成を示した学生の36%が、実際に独立を考えた事があると分析した。

| 沖縄県     | 2013年 |
| ---------- | ------ |
| 反対       | 44%    |
| 賛成       | 6%     |
| 分からない | 49%    |

- 2017年5月の沖縄タイムス、朝日新聞などによる沖縄県民への協同調査による「日本へ復帰してよかった？」との質問に対して、「よかった」が82%で、「よくなかった」は5%だった。「よかった」の年齢別内訳は、18歳から29歳では90%を超え、30代で86%、40代と50代で84%、60代は72%、70歳以上は74%で若い世代ほど本土復帰を肯定的に評価している。過去の調査では1981年4月で62%、87年9月で84%、92年4月で88%、97年4月で87%、2002年4月で87%、2007年4月で89%、2012年4月で83%が日本への復帰に「よかった」と答えていた[18]。

- 2022年5月12日、沖縄タイムスの復帰50年・県民意識調査では、沖縄の目指す姿として「強い権限を持つ自治体」が48%、「現状を維持」が42%、「独立」は3%であった[19]。

2017年5月の朝日新聞主宰の世論調査で、独立を支持する県民は4%に過ぎなかったものの、51%が沖縄が「より強い権限を持つ特別な自治体」になることを支持した。2021年の田辺俊介の調査では、独立支持者は5%に満たなかったものの、内政の権限強化を支持した者が28%以上、内政と外交の権限強化を支持した者が42%以上いた。

## 沖縄県民の自己アイデンティティ
独立論に必ずしもつながるわけではないが、沖縄県民は調査において複合アイデンティティを持っている。
2023年の調査で、「あなたは自分を何人だと思いますか?」という質問に対して、回答者の52%が「沖縄人であり日本人である」と答えている。「 宮古人」と「日本人」、「八重山人」と「日本人」を合わせると、複合的アイデンティティは回答者の約60%を占めた。林泉忠はこのような複合的アイデンティティは傾向は香港人や台湾人においても見られるため沖縄、香港、台湾の地域を辺境東アジアと呼んだ。
|                | 両方  | ウェールズ人/沖縄人 | イギリス人/日本人 |
| -------------- | ----- | ------------------- | ----------------- |
| ウェールズ出身 | 44%   | 21%                 | 7%                |
| 沖縄出身       | 54.5% | 26.2%               | 16.1%             |

津田塾大学のイギリス人教授、Chris Burgessによればこのような複合アイデンティティはウェールズにも見られ、沖縄もウェールズも独特の文化と食べ物があるという。
ウェールズ語はWelsh Notという札を子供がかけさせられた歴史があり、沖縄の方言札と似ており言語復興の成功例という意見もある。

## 琉球独立論と基地反対運動
琉球独立論と基地反対運動は密接な関係にあり、独立論が基地撤廃運動の手段として使われているという指摘もある。琉球民族独立総合学会の松島共同代表は「独立論を提唱するようになったのはいつからか」という質問に対し、「鳩山政権が普天間飛行場の県外移設を公約したが、日本全国にどこも引き受けるところはなかった。日米安保の利益だけ得て、犠牲は沖縄に押しつける。沖縄差別が顕著になった。このまま日本に頼っては、基地問題や沖縄差別は解決できないと感じた」と、米軍基地問題が直接的なきっかけになったことを認めている。
ハワイ在住の沖縄県系4世で政治活動家のロバート・カジワラは、「辺野古基地建設に伴う水源汚染への対抗策としても、琉球独立は有力であると考えている。」と述べている。ロバート・カジワラは中国メディアで多数発言している（詳細は中国関連）。

## 琉球独立論と先島諸島
琉球独立論に関しては、琉球王国時代に人頭税の歴史のあった先島諸島では批判の声がある。
八重山日報の仲新城誠は「(沖縄)県民は日米の軍事基地化で土地を奪われた琉球の先住民族」という歴史観を半分冗談としながらも「(沖縄)本島エスタブリッシュメント（支配層）史観」と呼び、首里城が離島の島民にとっては、どちらかと言えば「圧政の象徴」でだったことに触れている。また、八重山日報社説では、オヤケアカハチ、王府の命令で他の島に強制移住され、恋人同士が引き裂かれたされる野底マーペーなどの歴史に触れ、「琉球共和国」のようなものが誕生しても沖縄県民、特に離島住民にとって幸せな政治体制がどうかは疑問であり、それどころか構造的差別の国になりかねないとしている。

## 東アジアでの琉球独立論

### 中華人民共和国
中華人民共和国には琉球が日本固有の領土ではなく、中国の領土の一部であるという認識を持つ者も存在する。その根拠として、琉球王国が明や清などの歴代中華王朝の冊封体制に入っていたことを挙げている。中国政府が公には主張していないものの、中国共産党員やマスメディア、学者や現役の軍人が主張しており、民間にも広がりつつある。ただし、冊封は琉球だけが行っていたものではなく、朝鮮半島やベトナムなどの歴代王朝でも行ってきた。しかし、国恥地図にも沖縄は含まれている。また、ポツダム宣言などにより沖縄は日本領でないとする琉球地位未定論なども存在する。
2009年9月の環球時報（中国共産党機関紙・人民日報系）では、沖縄は明治政府が19世紀末に清国から奪い取ったものであり、日本政府は現在も沖縄人の独立要求を抑え込んでおり、またかつての琉球王国住民の大部分は福建省、浙江省の出身で、言葉も制度も中国大陸と同じだったとし、琉球諸島の中国本土復帰を主張した。
中国には「中華民族琉球特別自治区準備委員会」という団体も存在し、沖縄住民は中華民族の同胞であることとの主張を記した意見広告を新聞などのメディアで出している。中国政府の暗黙の了解の元、強硬な中国の愛国主義者たちは、「沖縄中国論」を展開しており、沖縄解放を主張している。
また、2013年5月8日の環球時報（中国共産党機関紙・人民日報系）では、「中国は琉球独立運動を支持すべき」とし、さらに大半の沖縄住民のルーツは中国にあるとして住民を「同胞」と呼び、1972年の本土復帰後に日本政府が沖縄を「国内植民地」として扱い、沖縄の民族は圧迫を受けており、「同胞」を解放せよと主張している。しかし、近年のDNAの研究によると、琉球民族は遺伝子的に中国人と遠く、むしろ日本の本土に住む大和民族と近く、沖縄の人々のルーツは「日本由来」とする研究が複数出ている。環球時報は同年5月11日には、「沖縄独立を支持する民間組織を設立して日本の不法占拠を世界に知らせ、国際的に問題提起する。日本がそれでも敵対するなら中国は沖縄独立の勢力を育成するべき」とした。
これは、中国で琉球独立を支持する学者、唐淳風の思想に基づいている。
唐淳風の主張では、元来琉球人は中華民族であり中国語で福建省の方言を話していたが、崖から飛び降りるよう迫るような日本による残虐的な方法により強制的に同化させられたと主張している。中華民族の概念は、「中華民族が住む土地は一つの国家によって統治されるべきである」という考え方の下に、領土問題と合わせて語られることもある。こういった思想は大中華主義という。
また、唐淳風はカイロ宣言、ポツダム宣言を引用し、「カイロ宣言の条項は、履行せらるべく、日本国の主権は、本州、北海道、九州及四国並に吾等の決定する諸小島に局限せらるべし。」と限定されていることから日本の主権には琉球は含まないと主張している。
2013年5月、中国人民解放軍軍事科学院の軍事評論家、羅援が、中国の公式メディアを通じて「琉球は中国のものである」という点を強調した。同日付の共産党機関紙『環球時報』は、露骨な見出しで羅元のコメントを報じた： 「琉球は中国のものであり、決して日本のものではない」。
羅援は中国で最も有名な戦略家の一人であり、『人民日報』や『環球時報』などの中国メディアは、彼を現役の少将とすることが多いが、実際には引退しているの可能性もあるとされている。羅援はしばしば公式メディアでタカ派的な見解を示し、しばしば米国を極端に嫌っている。彼は毛沢東の情報部長であった羅青長の息子である。
2012年10月、中国軍事理論家、軍事評論員であり、中国人民解放軍国防大学教授を歴任した張召忠は「琉球は日本に属しておらず独立すべきであり、先島諸島は台湾に属しており、清朝と日本が1888年に結んだ協定により、中国に返還されるべきであり、釣魚島は言うに及ばない。」と、琉球独立を支持し、先島諸島と台湾、尖閣諸島が中国の領土であると主張した。
2014年7月には、「ニュースの巨人」(TBS)において国際政治学者のペマ・ギャルポが「沖縄は中国領だった」と中国が主張していることを語った。ペマは中国が「何々民族というのは国の統一には邪魔だ。我々は大中華民族である」としてチベットを占領しているのと同じように「沖縄の琉球の人たちも古来より我が大中華民族の一員である」「故に沖縄独立を支持するのが我が中華人民共和国の義務だ」という思想が中国にあることを語った。そして中国は日本が沖縄を支配するより先に琉球王国と外交があったことを根拠として「沖縄は中国のものである」と主張しているという。
2013年7月29日、香港の言論人林忌は中国共産党が「琉球は中国領土」という考えを広め、「琉球独立」まで支持していることに対し、冊封と領土は決して同じではなく、そうであれば琉球王国だけでなくベトナムや南北朝鮮は今でも中国の領土であるはずであり矛盾している述べている。
- 2013年5月8日、沖縄県知事公室地域安全政策課が中国に対する県民の意識調査結果を公表、89.0%が否定的な印象を表明した。

| 中国に対する印象                         | 2013年 |
| ---------------------------------------- | ------ |
| どちらかといえば良くない印象を持っている | 57.9%  |
| 良くない印象を持っている                 | 31.1%  |

2013年には人民日報が「琉球地位未定論」や「琉球の主権は日本にはない」という論文を発表している。国防軍事雜誌の漢和によれば、中国は日本が沖縄の主権を失えば、尖閣諸島の政治的主張が立ち行かなくなると考えていると指摘している。また、「中国は政策レベルで沖縄独立を計画しているようだ」と述べており、沖縄は重要な位置にあり、台湾を併合しようとする中国のとげとなっているためだとしている。
2021年7月には、オンライン軍事チャンネルの六軍韜略が、「中国は60年前に非核保有国に対して核兵器を使用しないと約束したが、もし日本が中国の統一を妨げれば、中国は国際的な約束を破り、日本が台湾を守るのを諦めるまで日本を核爆弾で攻撃することが正当化される」と述べた。また、琉球諸島と尖閣諸島（原文は釣魚島）を中国が回収して、中国が管理するか琉球独立させるとした。
2021年9月20日、フランス軍事省傘下の軍事学校戦略研究所(IRSEM)は、中国の影響力拡大戦略についての報告書を発表し、在外華人を使った中国共産党の宣伝工作、国際機関への浸透、インターネットの情報操作などを分析し、中国が潜在的敵国の弱体化を狙い、沖縄で独立派運動を煽っていると報告した。沖縄への関与は、中国にとって「日本や在日米軍を妨害する」意味を持ち、沖縄住民には日本政府への複雑な気持ちが残り、米軍基地への反発も強いため、中国にとって利用しやすい環境にあるとし、中国が独立派を招いて学術交流を促したり、中国人が米軍基地近辺で不動産投資を進めている動きがあると列記した。また、中国は独立派と同様に、憲法9条改正への反対運動、米軍基地への抗議運動を支援しており、その背景には日本の防衛力拡大を阻止する狙いがあるとも指摘した。
2022年5月15日、「琉球を侵略したのは日本と米国であって、中国ではない」と主張した多嘉山侑三を中国共産党中央委員会の官営機関紙環球時報がインタビューをしている。
2023年6月12日には、琉球新報が中国人が管理者と思われる「快看資訊」というYoutubeチャンネルが「沖縄が県名について『琉球』を復活させることを決定したと琉球新報が報じた」ということが虚偽であるとファクトチェックを配信した。また、同番組は「（中国の）秦剛外相は、ポツダム宣言により、琉球は日本の領土ではないと話した」、「琉球新報によると、2023年3月31日に新任した呉江浩駐日大使は沖縄県の照屋義実副知事と面談した。面談は非公開だった。双方は『沖縄』という名称をとりやめ、『琉球』に復活させると決定した」とも報道した。
2023年6月4日、中国の習近平国家主席（党総書記）が最近、福建省と琉球の歴史的な交流に関する発言を行ったのに伴い、官製紙からインフルエンサーまで、琉球独立論を広げる傾向が出ている。その中で、「琉球は中国の属国だった。琉球処分や沖縄返還に国際法の法的根拠はない」「ポツダム宣言では日本の主権を四島（北海道、本州、四国、九州）と定めており沖縄は明記されていない（沖縄帰属不明論）」「沖縄は独立して中国と友好を深めるべきだ」といった発信が中国国内外で行われた。
2023年9月18日、スイス・ジュネーブの国連欧州本部の国連人権理事会で、玉城デニー知事が米軍基地を非難する演説を行った後に、「琉球独立」のトピック急増が百度で急増し、「中国政府の主導で、沖縄独立を支持する国内の世論工作が始まったのではないか」という見方が出ている。
2024年10月3日、日経新聞は琉球独立を煽る中国語の投稿がソーシャルメディア上で増加し一部の工作アカウントにより拡散していることをセキュリティー企業を共同で確かめた。日本と国際世論を分断する狙いがあると考えられている。

### 台湾（中華民国）
2016年に開示された英国の最高機密文書「ウルトラ」によるとカイロ会談で、蔣介石とルーズベルトが密談し、ルーズベルトは蔣介石に、「日本を敗戦に追いやった後、琉球群島をすべて中国にあげようと思うが、どう思うか」と聞いたが、蔣介石は国共内戦の関係から断り、後に後悔したことが判明している。
沖縄の日本復帰前の、1941年から1948年には喜友名嗣正は中華民国のスパイとして工作機関「琉球革命同志会」を立ち上げ久米三十六姓の歴史や中華民族の概念を用いながら大中華主義の観点から中華民国による沖縄吸収工作を行っている当時の中国国民党は日本への沖縄返還までカイロ宣言とポツダム宣言による沖縄の地位の解決を主張し続けていた。今でも台湾の空港で「琉球」という表記になっているのはこのためであり、中華民国と日本には正式な国交がないため国境が確定していないためである。ただし、沖縄返還ならびに中華民国の民主化後は尖閣諸島以外の領有権が正式に主張されたことはない。
少数意見としては、台湾で過激な政治活動を行う中華統一促進党の張安楽も琉球独立の支持者である。

### 北朝鮮
沖縄独立運動に関して北朝鮮の関与も指摘されており、北朝鮮の指示下にあるとされる主体思想団体が沖縄で主体思想のセミナー等を開催し、沖縄の「自主と平和」を唱えて日本からの独立を働きかけるとともに、米軍の追い出しをも図っているとされており、中国側とも協力関係にあるとされる。
独立論者自身も「辺野古移設反対が多数を占めた県民投票の結果を受けても、安倍政権が「基地負担を軽減するため辺野古に新基地を造る」と沖縄を愚弄（ぐろう）する言葉を吐き続けるなら、もはや島はさらなる苦難を覚悟で独立を志向したほうがいいのかもしれない。その場合、沖縄が味方に付けるべき相手は中国、ロシア、北朝鮮のうちの1国。または3国全て」と発言しており、それを琉球新報が掲載している。
独立論者には仲村芳信等の北朝鮮の政治思想である主体思想に影響を受けた者も多く、主体思想が琉球独立論の政治思想とされているという指摘もある。

## シンクタンク、諜報機関等による調査
2016年、公安調査庁は、沖縄の日本からの分離運動を中国が支援しているとする報告書を著した。中国は大学及び調査センターを通じて沖縄の日本からの独立を目指して闘う集団とつながりを持っているという。これに対し、琉球民族独立総合研究学会の松島泰勝は、「中国の研究者の間にも、琉球が独立したら中国が侵略するという発想はない」とし、琉球独立が「中国に利する」との発想を否定した。
2020年8月アメリカのシンクタンク、戦略国際問題研究所（CSIS）は「中国は日本に影響を与えるために間接的な方法を使用している。資金調達を通じて沖縄の動きに影響を与え、沖縄の新聞に影響を与えて沖縄の独立を推進し、そこに米軍を排除するなどの隠れたルートがある」とまとめている。それに対し沖縄タイムスと琉球新報は中国の資金提供を否定する記事を出した。
沖縄の新聞社の記事をふまえたうえで、クライブ・ハミルトンが執筆したサイレント・インベージョンの日本語翻訳を監訳した山岡鉄秀は、2020年10月10日に浦添市産業振興センターにて日本沖縄政策研究フォーラム主催で行われた講演会「サイレント・インベージョン～沖縄県民に知ってほしい中国属国化工作の手口～」にて、中国共産党は「株式などではなく広告などより見えにくい間接的な方法を使用する」と述べた。
2021年10月、フランスの軍事学校戦略研究所(IRSEM)は中国が潜在的な敵の弱体化を狙い、琉球独立と仏領ニューカレドニアで独立運動をあおっている報告した。中国にとって沖縄は「自衛隊と在日米軍を妨害する」意図があるとしている。
2024年10月、日本経済新聞による調査によってSNSで沖縄独立を促す偽情報を拡散する情報工作アカウントが大量に存在し、その背後には中国の情報工作がある疑いがわかった。これらの工作アカウントは主に中国語で中国語圏向けに発信を行っており、日経新聞がAIツールを用いて分析したところ、工作アカウントは偽情報を投稿する少数のアカウントとそれに賛同を示したり拡散したりする大量のアカウントに役割が分かれていた。偽情報を投稿するアカウントは同じ動画や画像を使いまわし、日本で行われた沖縄独立運動に関係ないデモを沖縄独立デモだと紹介していた。また拡散アカウントはそれらの投稿を拡散すると同時に、それに共感を示した投稿には支持するコメントを送り、偽動画に反感を示す投稿には必死で反論を繰り返すことで議論を盛り上げ、露出を増やし拡散につなげていた。専門家らは、これらの工作は中国政府の主張をまずは中国の国民にSNSなどを使って浸透させることが目的ではないかとし、今後日本語での発信も行うことで日本の世論の分断を目指すこともありうると指摘した。

## 中国による沖縄への影響工作
2020年代に入り、中国政府は沖縄県に対する外交的・情報的影響工作を強化している。特に、習近平国家主席が2024年6月に「中国と沖縄の交流強化」を示唆した発言を行ったのを契機に、複数の政府系機関や親中派学者が沖縄の歴史的帰属をめぐる主張を活発化させている。

### 琉球独立を主張する情報工作
SNSや動画プラットフォームを通じて、「琉球は日本の一部ではなく中華民族の一員である」「沖縄県民は中国への帰属を望んでいる」とするプロパガンダが拡散されている。これらの多くは中国語・英語で制作され、国外向けに発信されており、約200件以上の工作アカウントが確認された。
こうした情報工作の目的は、日本政府が台湾問題や新疆・香港の人権問題で中国に批判的な立場を取る中、沖縄という日本の「弱点」を突くことで反撃する点にあると見られている。

### 学術機関を通じた正統性の主張
中国遼寧省の大連海事大学では2024年、「琉球研究センター」設立が計画され、同年9月に行われた設立準備シンポジウムでは、中国海洋法学会会長・高之国や北京大学教授・徐勇らが「琉球問題は国家安全と祖国統一に関わる」と主張。サンフランシスコ講和条約の正当性を否定し、戦後の日本の主権範囲に疑義を呈する見解が示された。

### 中国当局による直接的な接触と異例の人選
2023年以降、中国大使館および駐福岡総領事館と沖縄県庁との間で頻繁な接触が行われており、福建省トップの来県や県幹部の大使館訪問など、前例のない交流が増加している。
2024年10月には呉江浩・中国駐日大使が沖縄を訪問。その際、宿泊ホテルの室内点検や運転手の身元調査まで行われるなど、過剰ともいえる警備が実施された。また、同年に着任した楊慶東・駐福岡総領事は日本語を話さず、外交部の情報部門や南シナ海の実効支配地（三沙市）での勤務経験を持つなど、情報戦・海洋戦略に特化した人材が沖縄に投入されている。

### 沖縄県の立場と認識のギャップ
沖縄県知事・玉城デニーは2024年7月の訪中時、中国国営メディア『環球時報』の取材に対して、「平和を求める沖縄の魂を世界に発信したい」と語り、地域外交を強調している。しかし、中国側が派遣する人材や行動は、情報戦や分断工作を含む戦略的意図を伴っており、「平和的交流」とは異なる現実が指摘されている。

## 琉球独立派の団体

### 日本国内を拠点とする団体
- かりゆしクラブ - 現存する独立派の中では最も歴史が長い。
- 琉球民族独立総合研究学会
- 琉球革命同志会
- 琉球独立実践ネットワーク
- 琉球独立共和党

### 日本国外を拠点とする団体
- 中華民族琉球特別自治区準備委員会 - 琉球独立だけではなく、中国への編入を主張する団体。
- 琉球和平聯盟 - ロバート・カジワラの設立した団体。

## 琉球独立派以外の類似団体
- 琉球先住民族まぶいぐみぬ会 - 琉球人が先住民族であるとして先住民の権利を求める団体であり、必ずしも独立を主張する団体ではない。
- 命どぅ宝！琉球の自己決定権の会 - 琉球人が自己決定権（民族自決権）を持つとして活動している団体。
- 琉球弧の先住民族会 - 国際連合先住民族作業部会、先住民族常設会議、人種差別撤廃委員会などへの働きかけを行っている。

## 琉球独立派の著名人

### 日本国内で活動の人物
- 喜友名嗣正 - 中華民国が蔣介石時代のスパイとして知られる。
- 竹中労
- 大山朝常
- 仲宗根源和
- 仲村芳信
- 野底武彦
- 松島泰勝 - 琉球遺骨返還請求訴訟で知られ、琉球民族独立総合研究学会の代表。
- 崎間敏勝
- 大宜味朝徳
- 屋良朝博
- 屋良朝助 - かりゆしクラブの代表。
- 多嘉山侑三　- YouTuber、名護市議会議員。
- 比嘉光龍
- 親川志奈子
- 照屋敏子
- 石川真生- 写真家。
- 後田多敦- 元沖縄タイムス記者、神奈川大学教授。

### 日本国外で活動の人物
- ロバート・カジワラ - ハワイ在住の沖縄県系人4世。
- 趙東 - 中華民族琉球特別自治区準備委員会の代表。
- 唐淳風 - 中華人民共和国の外交官、商務部研究員。
- 張安楽 - 中華統一促進党の代表。
- 張召忠 - 中国軍事理論家、軍事評論員、中国人民解放軍国防大学教授を歴任。琉球独立または、中国回収へ何度も言及している[90][91][92]。

## 関連文献
- 林泉忠『「辺境東アジア」のアイデンティティ・ポリティクス : 沖縄・台湾・香港』明石書店、2005年。ISBN 4750320684。国立国会図書館書誌ID:000007687432。